# Paroisse (Asturies)
Pour les articles homonymes, voir Paroisse et Paroisse civile.

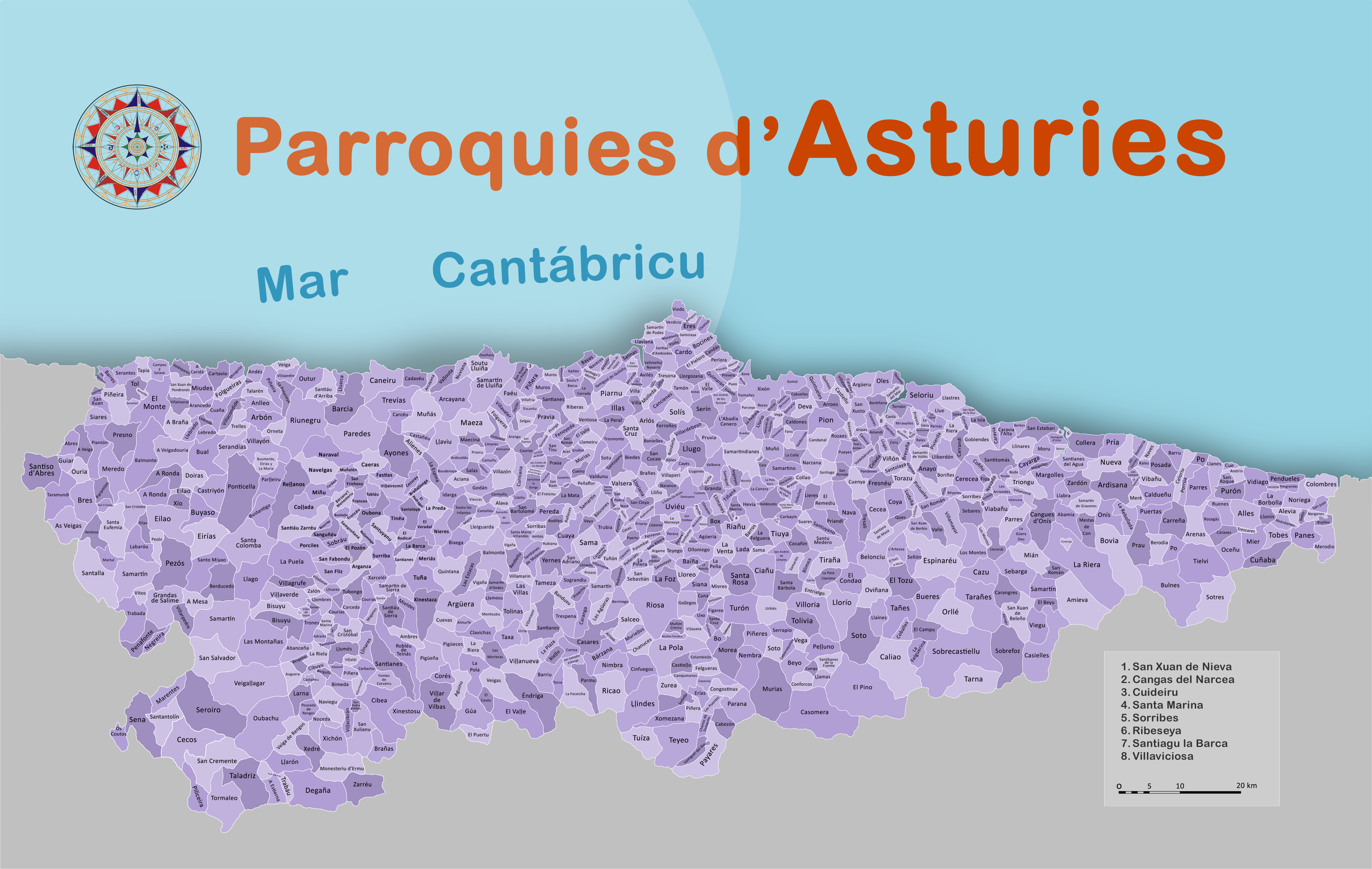
Les paroisses de la principauté des Asturies.

La paroisse (en espagnol : parroquia ou parroquia rural ; en asturien : parroquia ou collación) est une subdivision administrative de l'administration territoriale des Asturies en Espagne. Il s'agit d'un type de paroisse civile, qui se distingue de la paroisse ecclésiastique.

## Statut
Le statut d'autonomie de la principauté des Asturies décrit les paroisses dans son article sept. Il reconnaît l'existence de sa personnalité juridique des paroisses comme forme traditionnelle de la société asturienne. En application de cet article, la loi 11/1986 du 20 novembre 1986 décrit les fonctions administratives, les compétences et les dispositions organiques des paroisses.
Les paroisses sont des subdivisions des communes (en espagnol : municipio ou suivant la dénomination traditionnelle dans les Asturies concejo ; en asturien : conceyu). Les 857 paroisses des Asturies sont elles-mêmes subdivisées en des entités plus petites, les « quartiers » (en asturien : « barrios », singulier « barriu »).
Les paroisses administratives ne correspondent pas forcément aux paroisses ecclésiastiques, même si cela arrive.